# Småspove
Småspove (Numenius phaeopus) er en sneppefugl. Den bliver ofte forvekslet med storspove, men er lidt mindre. Den er 37-45 cm lang og har et vingespænd på 76-89 cm. Småspoven er mest gråbrun med et langt nedadbøjet næb, som er længst hos voksne hunner, og lange ben som storspoven. Småspoven har en tydelig lys stribe på den mørkebrune isse og et kraftigere mønster end storspoven. I almindelig, aktiv flugt kendes den på sine hurtige vingeslag. Der er ingen væsentlig dragtforskel på adulte og juvenile, bortset fra at de juvenile fugle ikke har udviklet næbbet til den fulde længde.
I yngleområdet høres dens sitrende triller, og har næsten samme form som storspoven. Flugtkaldet er derimod en hurtig vrinskende tonerække til forskel for storspovens mere klare, fløjtende kald. Småspove kaldes også for 'lille regnspove'.

## Ynglepladser og forekomst
Den yngler i Nordamerika, nordligste Europa og i Asien, mest i Sibirien. Den er også fundet ynglende i Østgrønland ved Scoresby Sund, og yngler generelt nordligere end storspoven. I Europa yngler den i Norge, Nordsverige og Finland samt talrigt på Island. Fuglene fra Nordatlanten og Skandinavien overvintrer næsten alle i Vestafrika. De vender tilbage fra slutningen af april og i maj og borttrækket sker juli-september.
Dens ynglepladser er fjeldområder, næringsfattige højmoser og hunnen lægger her 3-5 æg og begge forældre ruger æggene i ca. 20 dage.

## Føde
Småspover der yngler inde i landet, tager overvejende insekter, mens fugle, der yngler ved kysten, oftest tager orme og krabber. De supplerer begge med bær og andet plantemateriale. Under trækket udgør bær, specielt revling, en væsentlig del af føden i Danmark, mens det i vinterkvarteret i overvejende grad er vinkekrabber, som fanges på mudder- og sandflader langs tidevandskysterne. Det krumme næb er velegnet til at trække krabberne ud af deres gange i mudderet. Små krabber knuses, mens større krabber bankes åbne af gentagne slag med næbbet, før de indtages.
- Småspove
- Småspove, Island
- Numenius phaeopus Island
- Frimærke fra Færøerne
- Færøsk frimærke

## Ekstern henvisning
Beskrivelse af småspove på Dansk Ornitologisk Forenings hjemmeside